# Tubulipora egregia
Tubulipora egregia är en mossdjursart som beskrevs av Osburn 1953. Tubulipora egregia ingår i släktet Tubulipora och familjen Tubuliporidae. Inga underarter finns listade i Catalogue of Life.